# Nuccioara
× Nuccioara, (abreviado Nuc) en el comercio, es un híbrido intergenérico entre los géneros de orquídeas Cattleya × Caularthron × Laelia × Sophronitis. Fue publicado en Orchid Rev. 113(1262, Suppl.): 21 (2005).